# Vejti
Vejti is een plaats (község) en gemeente in het Hongaarse comitaat Baranya. Vejti telt 202 inwoners (2001).